# Deronectes
Deronectes é um género de escaravelho da família Dytiscidae.
Este género contém as seguintes espécies:
- Deronectes addendus
- Deronectes algibensis
- Deronectes aljibensis
- Deronectes angelinii
- Deronectes angusi
- Deronectes aubei
- Deronectes bicostatus
- Deronectes brannanii
- Deronectes costipennis
- Deronectes deceptus
- Deronectes delarouzei
- Deronectes depressicollis
- Deronectes expositus
- Deronectes fairmairei
- Deronectes ferrugineus
- Deronectes fosteri
- Deronectes griseostriatus
- Deronectes hispanicus
- Deronectes lareynii
- Deronectes latus
- Deronectes moestus
- Deronectes opatrinus
- Deronectes panaminti
- Deronectes parvicollis
- Deronectes platynotus
- Deronectes sahlbergi
- Deronectes semirufus
- Deronectes roffi
- Deronectes wewalkai